# William Holbrook Beard
William Holbrook Beard (Painesville, 13 de abril de 1824  –  20 de fevereiro de 1900) foi um pintor artístico americano que é mais conhecido por suas pinturas satíricas de animais realizando atividades humanas. 

## Vida
Beard nasceu em Painesville, Ohio. Ele estudou no exterior, está associado à escola de pintura de Düsseldorf e, em 1861, mudou-se para a cidade de Nova York, onde, em 1862, tornou-se membro da Academia Nacional de Design.  Beard iniciou sua carreira como artista em seu próprio estúdio na Tenth Street, em Nova York, em um edifício conhecido como Studio Building. 
Beard era um artista prolífico. Seu tratamento humorístico de ursos, gatos, cães, cavalos e macacos, geralmente com alguma ocupação e expressão humana, geralmente satíricas, transformou-se em tendência ao mesmo tempo, e suas obras foram muito reproduzidas.
Seu irmão, James Henry Beard (1814-1893), também foi um pintor artístico.
 

William está enterrado no cemitério Green-Wood, no Brooklyn, Nova York. 

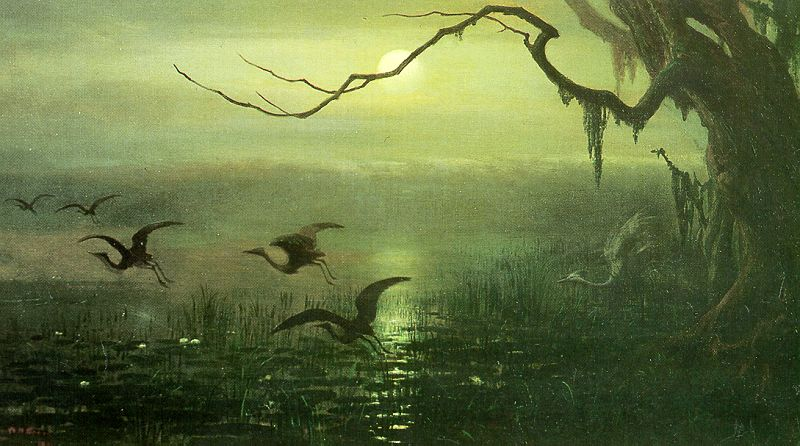
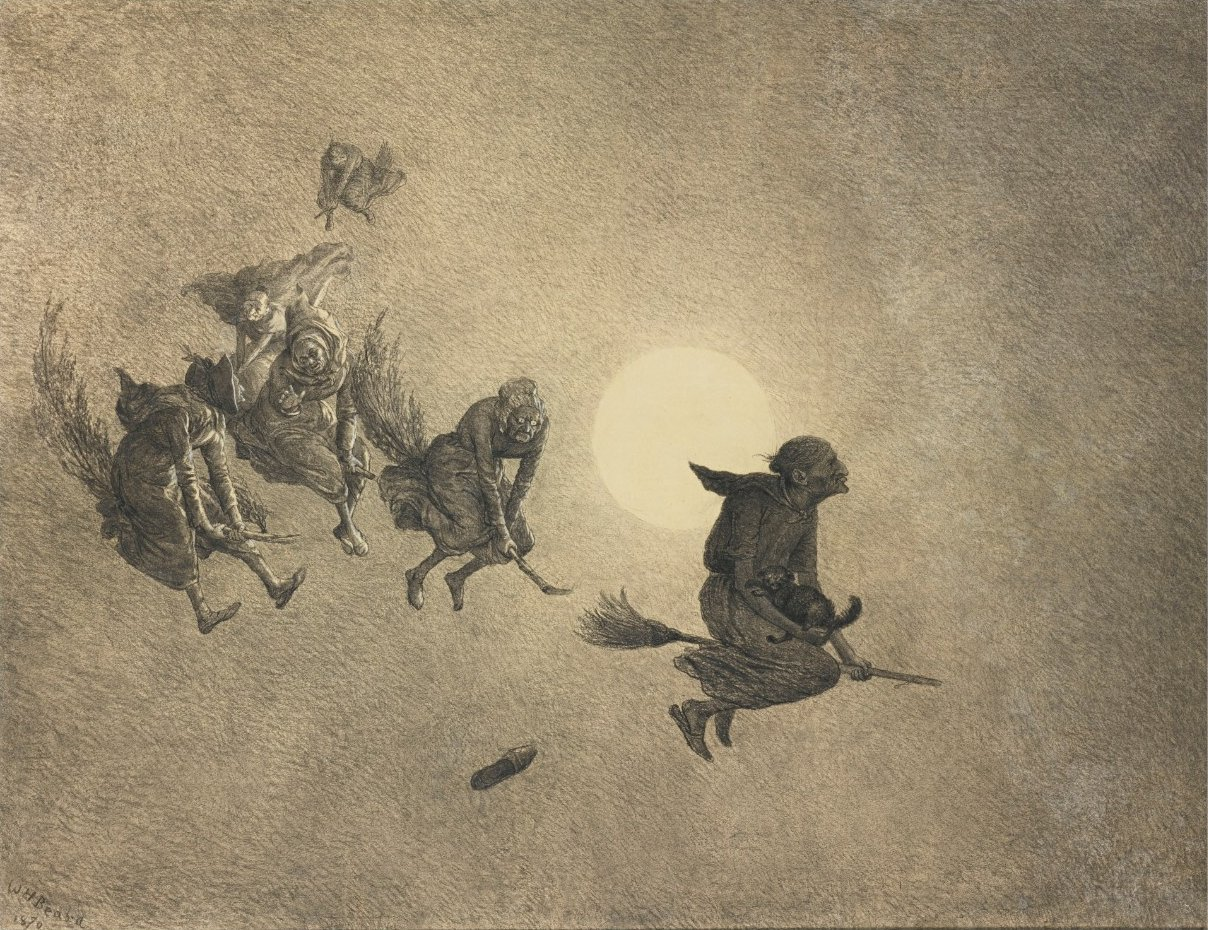
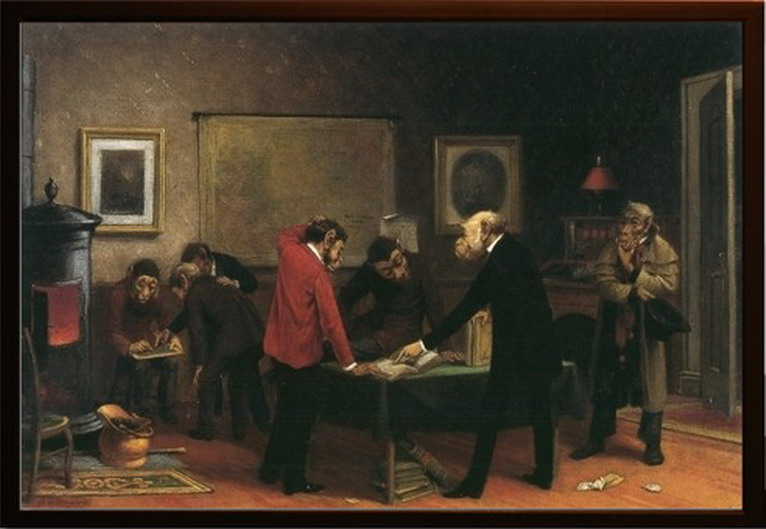
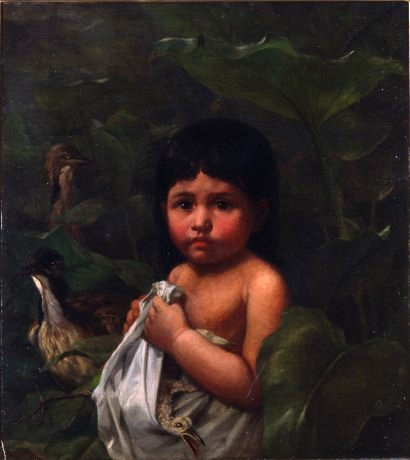
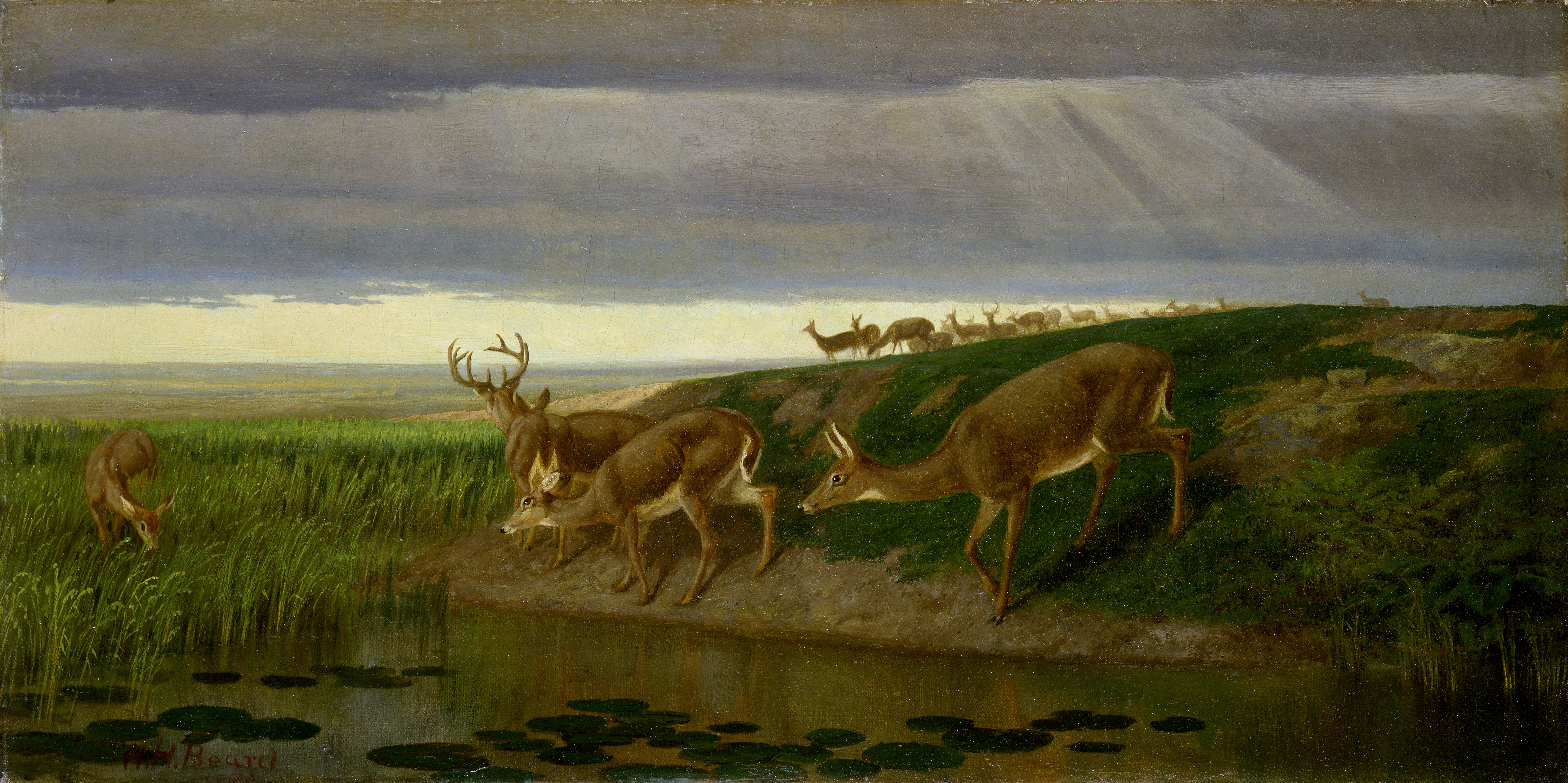
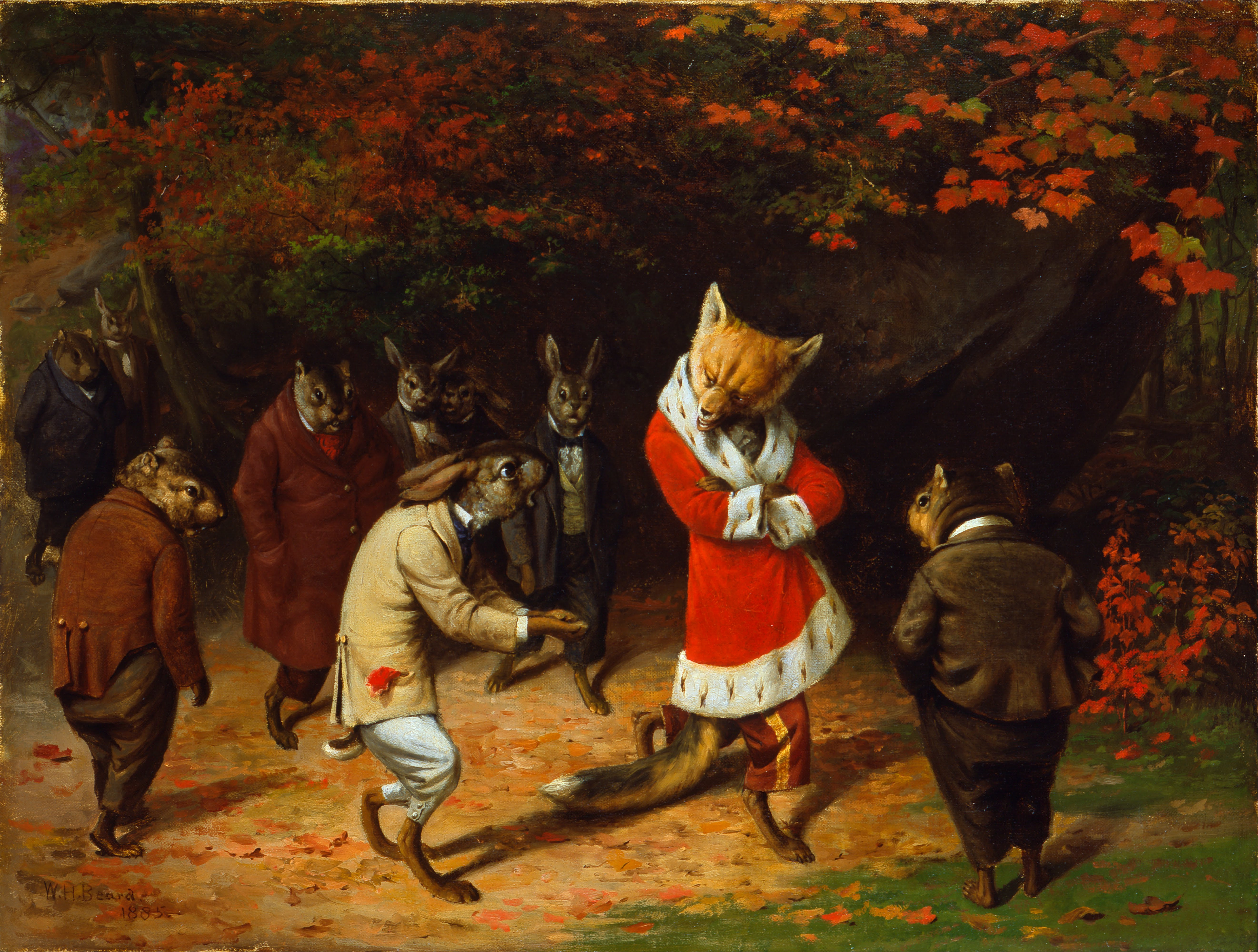
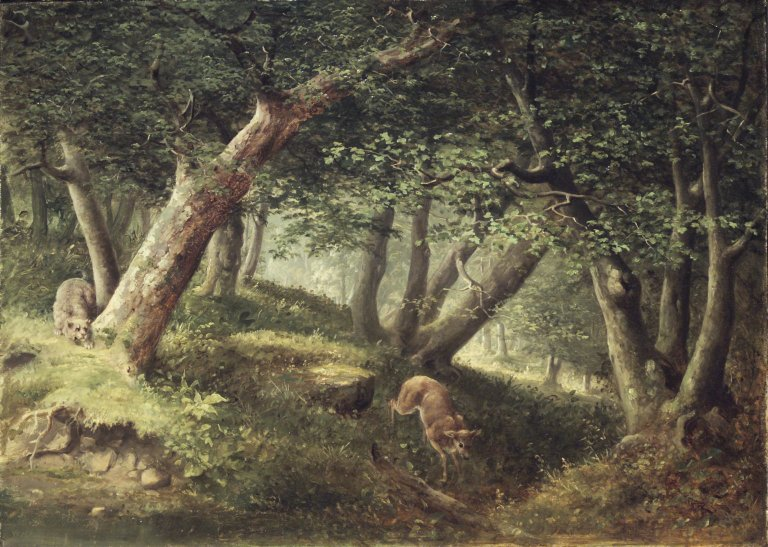
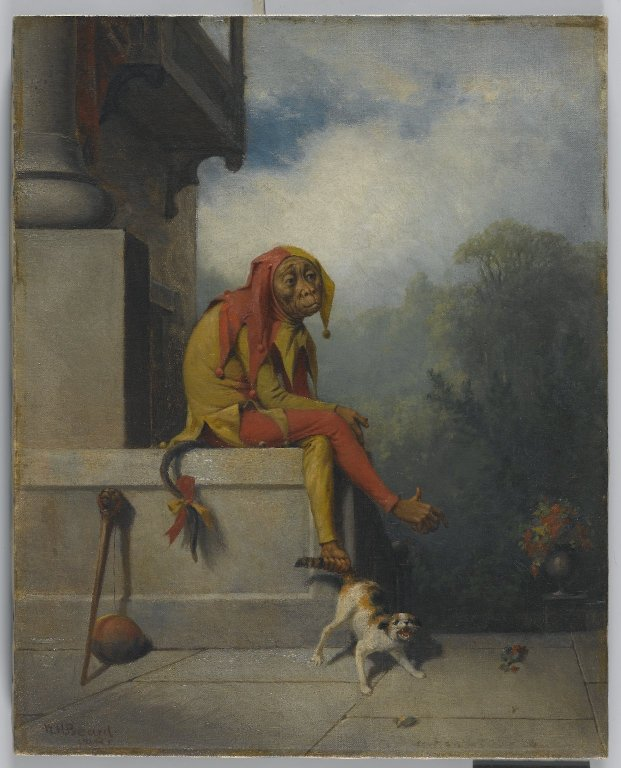
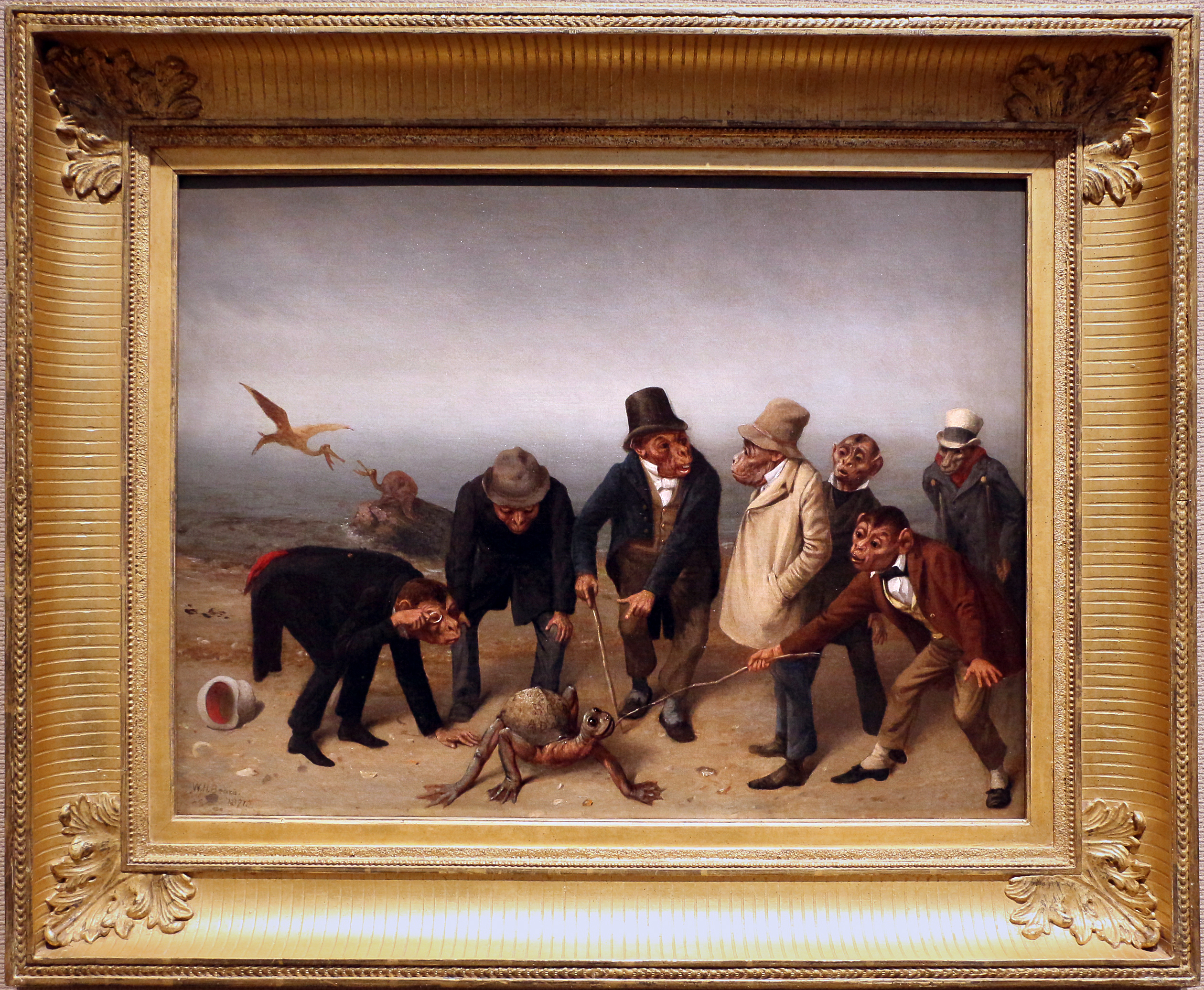
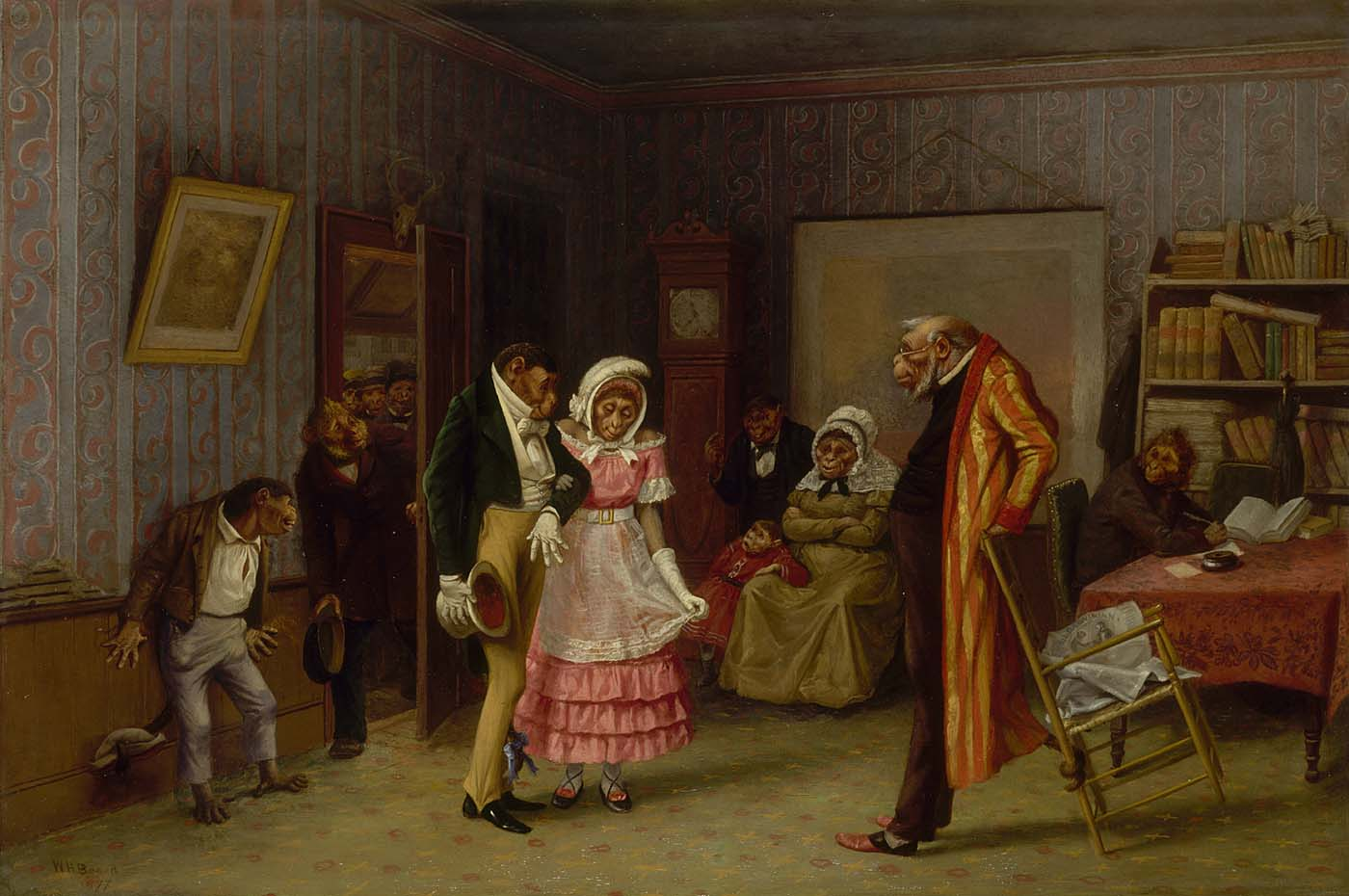
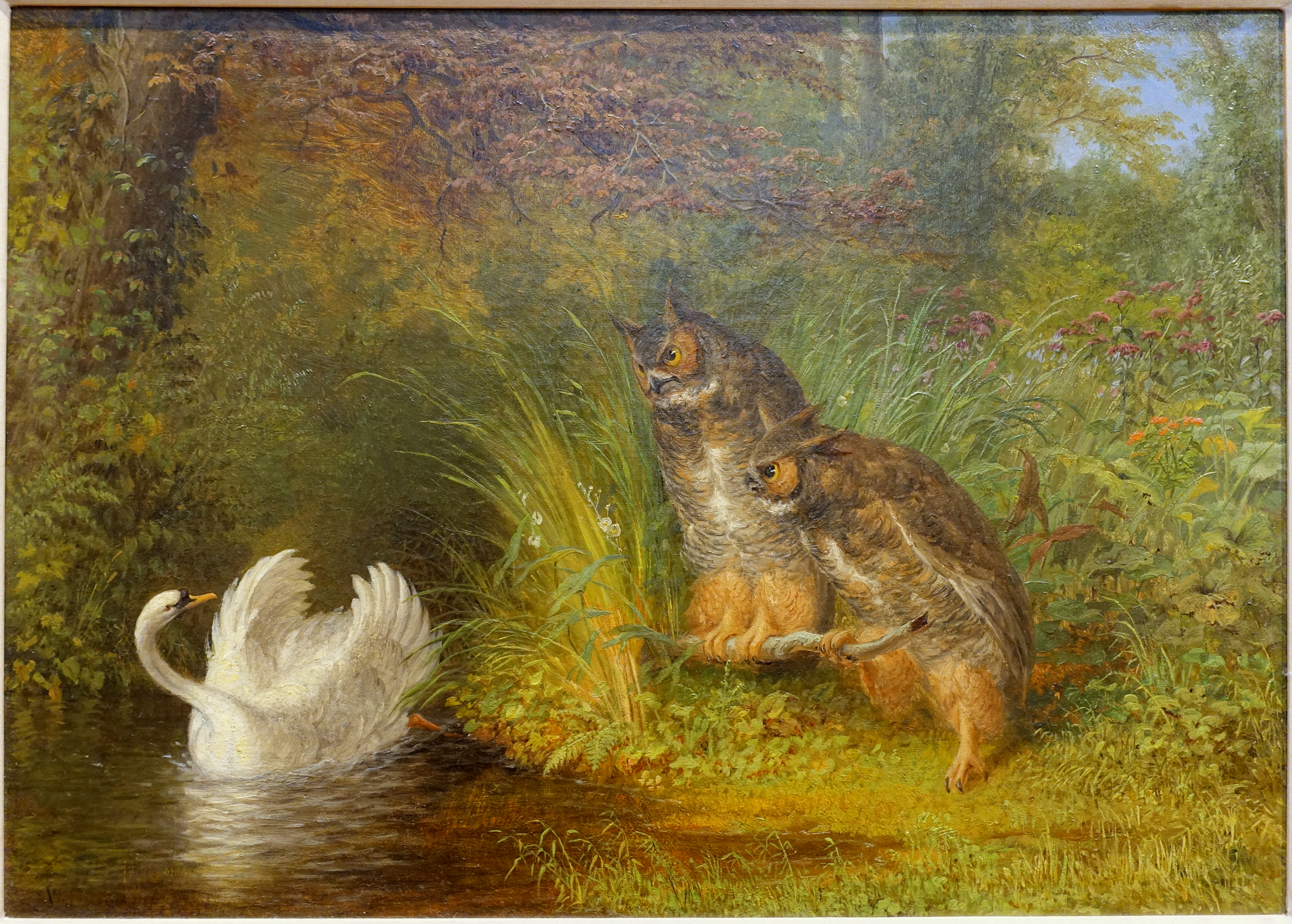
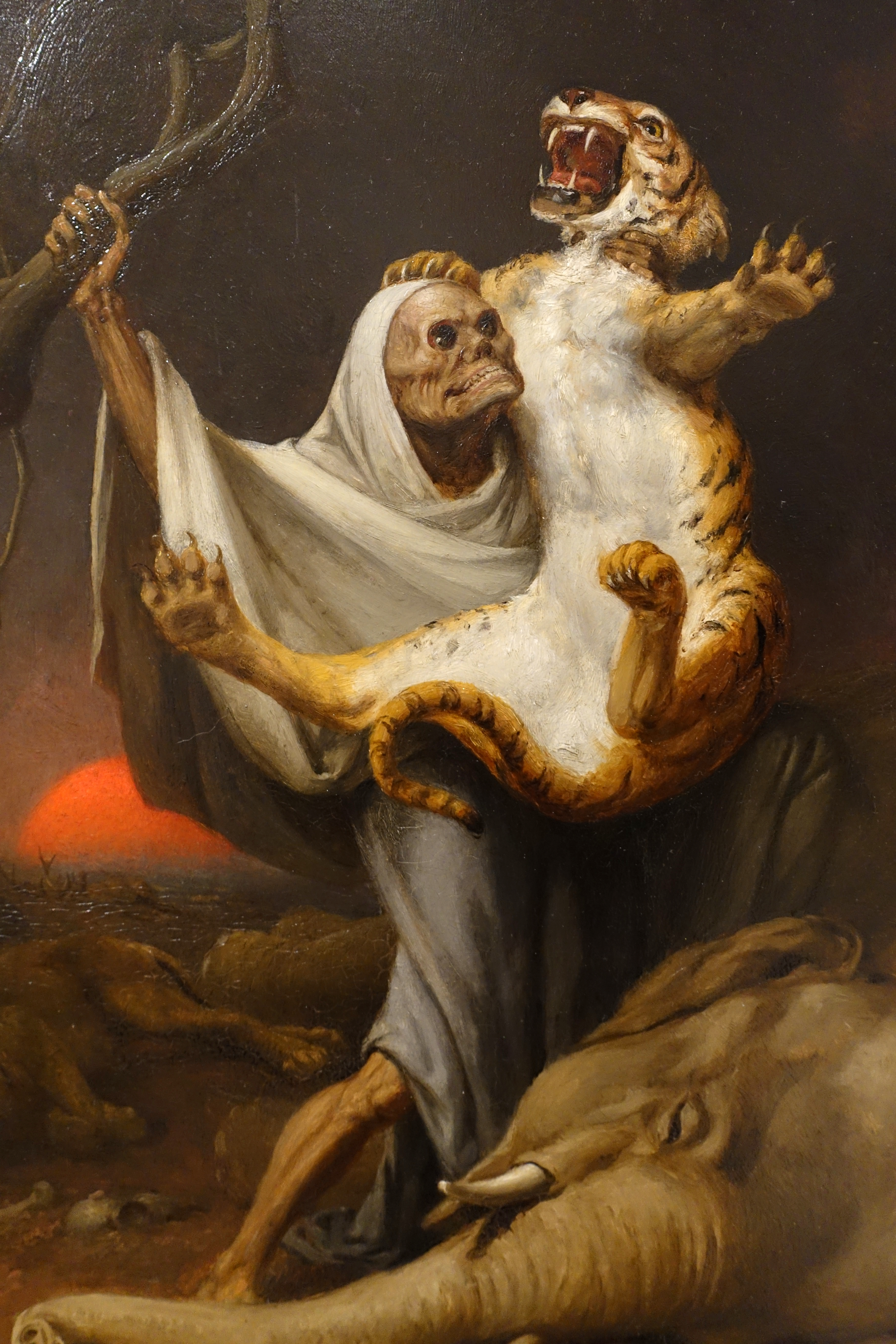

- Ficheiro:Beard,_William_Holbrook_~_Phantom_Crane,_1891,_oil_on_canvas.jpg
- Ficheiro:'The_Witches'_Ride'_by_William_Holbrook_Beard,_1870.jpg
- Ficheiro:0005_Scientists_at_Work_by_William_Holbrook_Beard.jpg
- Ficheiro:Seminole_Child_with_Bittern_by_William_Holbrook_Beard.jpg
- Ficheiro:William_Holbrook_Beard_-_Deer_on_the_Prairie.jpg
- Ficheiro:Beard,_William_Holbrook_-_His_Majesty_Receives_-_Google_Art_Project.jpg
- Ficheiro:Brooklyn_Museum_-_In_the_Forest_-_William_Holbrook_Beard_-_overall.jpg
- Ficheiro:Brooklyn_Museum_-_For_What_Was_I_Created?_-_William_Holbrook_Beard_-_overall.jpg
- Ficheiro:William_holbrook_beard,_la_scoperta_di_adamo,_1891.jpg
- Ficheiro:William_Holbrook_Beard_-_The_Runaway_Match_-_1977.55_-_Smithsonian_American_Art_Museum.jpg
- Ficheiro:Susanna_and_the_Elders,_by_William_Holbrook_Beard,_1865,_oil_on_canvas_-_Currier_Museum_of_Art_-_Manchester,_NH_-_DSC07415.jpg
- Ficheiro:Power_of_Death_by_William_Holbrook_Beard,_detail,_c._1889-1890,_oil_on_board_-_Fogg_Art_Museum,_Harvard_University_-_DSC01197.jpg
- Ficheiro:Flaw_in_the_title_-_painted_by_W.H._Beard_;_engraved_by_Saml._Holyer_(sic)._LCCN2013645198.tif